# فرانسیسکو روآ
فرانسیسکو روآ (انگلیسی: Francisco Rúa؛ ۴ فوریهٔ ۱۹۱۱ – ۵ اوت ۱۹۹۳) یک بازیکن فوتبال اهل آرژانتین بود.
وی همچنین در تیم ملی فوتبال آرژانتین بازی کرده است.